# Festival international du film fantastique d'Avoriaz 1993
Le Festival international du film fantastique d'Avoriaz 1993 est le 21e et dernier Festival international du film fantastique d'Avoriaz. Le Festival Fantastic'Arts prendra la suite à Gérardmer (dans les Vosges).

## Jury
- Christopher Lee (président)
- Marie-Christine Barrault
- Miguel Bosé
- Pascal Bruckner
- Marc Caro
- Peter Coyote
- Hippolyte Girardot
- Danièle Heymann
- Emir Kusturica
- Martin Lamotte
- Carole Laure
- Mathilda May
- Bob Swaim
- Danièle Thompson
- Sylvie Vartan
- Yan Zoritchak

## Sélection

### Compétition
- Action mutante (Acción mutante) de Álex de la Iglesia ( Espagne /  France)
- Braindead de Peter Jackson ( Nouvelle-Zélande)
- Candyman de Bernard Rose ( États-Unis)
- Le Double maléfique (Doppelganger) d'Avi Nesher ( États-Unis)
- Dr. Rictus (Dr. Giggles) de Manny Coto ( États-Unis /  Japon)
- Evil Dead 3 (Army of Darkness) de Sam Raimi ( États-Unis)
- Fortress de Stuart Gordon ( Australie /  États-Unis)
- Hellraiser 3 (Hellraiser III : Hell on Earth) de Tony Hickox ( États-Unis /  Canada)
- L'Œil qui ment de Raoul Ruiz ( France /  Portugal)
- Simetierre 2 (Pet Sematary 2) de Mary Lambert ( États-Unis)
- Le Souffle du démon (Dust Devil) de Richard Stanley ( Afrique du Sud /  Royaume-Uni)
- To Sleep with a Vampire de Adam Friedman ( États-Unis)

### Hors compétition
- Chérie, j'ai agrandi le bébé (Honey I Blew Up the Kid) de Randal Kleiser ( États-Unis)
- Histoire de fantômes chinois 3 (Sien lui yau wan III: Do do do) de Ching Siu-tung ( Hong Kong)
- Motorama de Barry Shils ( États-Unis)
- Tale of a Vampire de Shimako Satō ( Royaume-Uni)
- Le Tour d'écrou (The Turn of the Screw) de Rusty Lemorande ( France /  Royaume-Uni)

### Les Minuits
- Revenge of Billy the Kid de Jim Groom ( Royaume-Uni)
- Sex and Zen (Yu pu tuan zhi: Tou qing bao jian) de Michael Mak ( Hong Kong)

## Palmarès
- Grand prix : Braindead de Peter Jackson
- Prix spécial du jury : Dr. Rictus (Dr. Giggles) de Manny Coto
- Prix d'interprétation féminine : Virginia Madsen pour Candyman de Bernard Rose
- Prix des effets spéciaux : Braindead de Peter Jackson
- Prix de la critique : Braindead de Peter Jackson
- Prix du public : Candyman de Bernard Rose
- Prix de la meilleure musique : Philip Glass pour Candyman